# Mari Cruz Díaz
Mari Cruz Díaz García (ur. 24 października 1969 w Barcelonie) – hiszpańska lekkoatletka specjalizująca się w chodzie sportowym, uczestniczka letnich igrzysk olimpijskich w Barcelonie (1992).

## Sukcesy sportowe
- dwukrotna mistrzyni Hiszpanii w chodzie na 10 000 metrów – 1984, 1986
- dwukrotna mistrzyni Hiszpanii w chodzie na 20 kilometrów – 1984, 1986[1]

| Rok  | Miasto          | Zawody                      | Konkurencja    | Wynik         |
| ---- | --------------- | --------------------------- | -------------- | ------------- |
| 1986 | Stuttgart       | mistrzostwa Europy          | chód na 10 km  | złoty medal   |
| 1986 | Ateny           | mistrzostwa świata juniorów | chód na 5000 m | 4. miejsce    |
| 1987 | Rzym            | mistrzostwa świata          | chód na 10 km  | 4. miejsce    |
| 1988 | Budapeszt       | halowe mistrzostwa Europy   | chód na 3000 m | brązowy medal |
| 1988 | Greater Sudbury | mistrzostwa świata juniorów | chód na 5000 m | złoty medal   |
| 1992 | Barcelona       | igrzyska olimpijskie        | chód na 10 km  | 10. miejsce   |

## Rekordy życiowe
- chód na 3000 metrów (hala) – 12:55,03 – Budapeszt 06/03/1988
- chód na 5 kilometrów – 21:58 – Barcelona 02/03/2003
- chód na 10 000 metrów – 44:41,71 – Jerez de la Frontera 02/08/2003
- chód na 10 kilometrów – 44:48 – Rzym 01/09/1987
- chód na 20 kilometrów – 1:32:10 – Czeboksary 18/05/2003